# Artur Baniewicz
Artur Baniewicz (ur. 1963 w Łodzi) – inżynier budownictwa, polski pisarz, głównie autor fantasy. 

## Życiorys
W 1982 roku ukończył I Liceum Ogólnokształcące im. Adama Mickiewicza w Stargardzie – profil matematyczno-fizyczny i zdał maturę. W 1989 roku ukończył Politechnikę Szczecińską, uzyskując dyplom inżyniera budownictwa lądowego. 
Doświadczenie zawodowe uzyskał, pracując w firmach produkujących okna. 
Autor wydanego przez wydawnictwo superNOWA cyklu o czarokrążcy Debrenie z Dumayki: Smoczy pazur (2003), Pogrzeb czarownicy (2003), Gdzie księżniczek brak cnotliwych (2004). Oprócz tego jest autorem powieści sensacyjnych Drzymalski przeciw Rzeczpospolitej i Góra trzech szkieletów. 
Jak sam przyznaje, pisać zaczął z żalu po zakończeniu Sagi o wiedźminie Andrzeja Sapkowskiego. Jest też autorem kilku powieści historycznych i sensacyjnych. Mieszka w Stargardzie.

## Publikacje
- Smoczy pazur (tom I cyklu o czarokrążcy, superNOWA, 2003)
  - „Sprośny kapeć Kopciuszka”
  - „Grzywna i groszy siedem”
  - „Smoczy pazur”
  - „Której oczu nie zapomnieć”
- Góra trzech szkieletów (WAB, 2003); kryminał
- Pogrzeb czarownicy (tom II cyklu o czarokrążcy, superNOWA, 2003)
- Drzymalski przeciw Rzeczpospolitej (WAB, 2004)
- Gdzie księżniczek brak cnotliwych[2] (tom III cyklu o czarokrążcy, superNOWA, 2004)
- Afrykanka (superNOWA, 2005)[3]
- Dobry powód, by zabijać (WAB, 2005)[4]
- Kisuny (WAB, 2008)[5]
- Gadzie gody (prequel sagi o czarokrążcy, superNowa, 2014)[6]
- Pięć dni ze swastyką (Znak, 2016)[7]
- Wołyński gambit (Znak, 2019)[8]